# Чубикін Володимир Борисович
Володимир Борисович Чубикін (рос. Владимир Борисович Чубыкин; нар. 21 квітня 1953, Хабаровськ, РРФСР — пом. 15 жовтня 2019) — радянський та російський футболіст, виступав на позиції захисника та півзахисника.

## Життєпис
Вихованець школи «Чайка» (Хабаровськ), перший тренер — Іван Пудов. Дорослу футбольну кар'єру розпочав 1971 року в складі хабаровського «Динамо». У 1973 році провів три матчі в другій лізі за «Металург» (Жданов). Потім грав за клуби КФК з Хабаровська «Динамо», «Зоря» та «Локомотив». У 1982-1992 роках у другій (1982-1989), другій нижчій (1990-1991) лігах СРСР і першій лізі Росії (1992) за «Амур» (Комсомольськ-на-Амурі) провів 299 матчів, відзначився 24 голами.